# Hanna Mariën
Hanna Mariën (Herentals, 1982. május 16. –) olimpiai bajnok belga atléta, futó.

## Pályafutása
A 2007-es Universiadén szerezte első nemzetközi sikerét, a 200 méteren elért bronzérmével. Hetekkel később, az oszakai világbajnokságon tagja volt a bronzérmes négyszer százas belga váltónak.
Pekingben első alkalommal szerepelt az olimpiai játékokon. Egyedül a váltóversenyen indult, ahol Olivia Borlée, Kim Gevaert és Élodie Ouédraogo társaként, 42,54-es új belga rekorddal második lett az oroszok váltója mögött. A befutónál mindössze 0,23 másodperc volt a különbség a két nemzet csapat között. A versenyen győztes orosz váltót azonban doppingvétség miatt utólag kizárták, így Mariën aranyérmes lett.

## Egyéni legjobbjai
- 60 méteres síkfutás - 7,37 s (2008)
- 100 méteres síkfutás - 11,41 s (2006)
- 200 méteres síkfutás (szabadtér) - 22,68 s (2006)
- 200 méteres síkfutás (fedett) - 23,39 s (2008)